# サウスカロライナ植民地

サウスカロライナ植民地
Province of South Carolina (英語)

国歌: God Save the King（英語）
国王陛下万歳

サウスカロライナ州の位置

サウスカロライナ植民地（サウスカロライナしょくみんち、英: the Province of South Carolina）は、現在のアメリカ合衆国サウスカロライナ州の前身であり、1729年からイギリスが直轄植民地とした。1776年のアメリカ独立宣言に同調して独立し、アメリカ合衆国に加盟することになった。
サウスカロライナ植民地の歴史は16世紀に遡り、スペインとフランスが探検隊を繰り出して植民地化を試みたが、16世紀末までに放棄していた。1629年、イングランド王チャールズ1世が法務長官のロバート・ヒース卿に、北緯31度線から36度線の間のすべてのものについて勅許を与えた。1663年、チャールズ2世は、8人の貴族を植民地領主としてこの土地を与えた。当初は現在のノースカロライナ州を含むカロライナ植民地と称されており、チャールストンに行政府を置いていた。1712年、ノースカロライナに別の行政府が作られた。1719年、国王はサウスカロライナ植民地を、実際には植民地にいない植民地領主から買い上げ、そこを支配させる総督を任命した。1729年までに8人の植民地領主のうち7人からの買い上げが終わり、ノースカロライナ植民地とサウスカロライナ植民地の両直轄植民地が成立した。
植民地時代のカロライナはスペインや先住民族、中でもヤマシー族、アパラチー族およびチェロキー族との多くの戦争に関わることになった。1715年から1717年にかけてのヤマシー戦争では、インディアンの攻撃によって滅亡寸前の状態になった。カロライナ奥地にはペンシルベニアやバージニアから流れてきたスコットランド＝アイルランド系の開拓者が多く、海岸に近い低地カロライナには富裕なプランテーション所有者が多かった。植民地時代の終わりごろは、奥地の人々が過少に評価され虐げられていたので、低地の人々がイギリスから課された新しい税金に苦情を言っているとき、奥地の人々は王党派に付いた。これがその後のアメリカ独立戦争でのしこりになった。

## 最初の移民
カリブ海バルバドス島の開拓者がカロライナの文化に強い影響を与え21世紀まで残っている。ヨーロッパの封建制度に基づく社会制度をもたらし、また奴隷を使った砂糖プランテーションの仕組みを伝えた。西アフリカで米を育てた経験のあるアフリカ人奴隷は、サウスカロライナの最初の換金作物の一つとなる穀物栽培に力となった。1663年、バルバドスの開拓者がウィリアム・ヒルトンをサウスカロライナの海岸に送って、定着に適した場所を探させたが、ヒルトンヘッド島を見つけて名づけたこと以外芳しい成果は得られなかった。ノースカロライナには短期間ではあるがケープフェア川の河口に植民地が作られた。そこから南にポートロイアル地区の探検隊が送られたが、そこではフランスが短期間チャールズフォート基地を造り、スペインはサンタエレナを造ったことがあった。サンタエレナは1566年から放棄されることになった1587年までスペイン領フロリダの首都であった。1666年、ロバート・サンフォード船長が友好的なエディスト・インディアンを訪ねた。ケープフェアに向けて帰路に付くとき、ヘンリー・ウッドワード博士が後に残り、奥地と先住民族の研究を続けることにした。
1669年8月、3隻の船、カロライナ、ポートロイヤルおよびアルベマールがイングランドからバルバドスに向かった。この船隊のアルベマールがバルバドスの海岸沖で沈んだ。船隊はカロライナの植民地領主が指示した物資を運び出し、アルベマールの代わりにスリーブラザーズを傭船して再度出航した。その後間もなく嵐に遭って船隊がばらばらになり、ポートロイヤルは6週間彷徨うことになり、バハマで難破したときは飲み水が底を突いていた。44人の人々が岸に辿り着いたが、船長が新しい船を仕立てて一番近い植民地に送り届けるようになるまでに多くの者が死んだ。新しい船でニュープロビデンス島に行き、そこで新しい船を買ってバミューダまで行ってやっとカロライナと落ち合うことができた。
バミューダでは、80歳のピューリタンでバミューダの開拓者ウィリアム・セイルがカロライナの知事に指名された。1670年3月15日、セイルの指揮でやっとポートロイヤルに到着した。ある乗船者の証言によれば、インディアンは友好的であり、上陸するに適した場所を身振りで示し、片言のスペイン語で話しかけてきた。スペインはこの頃もカロライナを自領と考えていた。スペインの主要な基地があるセントオーガスティンはそんなに離れておらず、スペインの伝道所のあるグアレとモカマはサバンナ川とポートロイヤルの南に位置する海岸にあった。エディスト・インディアンはイギリス人がそこに恒久的な開拓地を作ることを快く思っていなかったが、北部の海岸沿いに住んでいたキアワー・インディアンの酋長が来て、キアワー・インディアンの場所にイギリス人が定着することと、バージニアに奴隷を求めて襲撃を仕掛けてくるウエストー族からイギリス人を守ることを申し出た。その酋長の名前はヒュージバット・クワーティといった。
水夫たちが合意し、現在のウエスト・アシュレーと呼ばれる地域に向かった。一行は4月早くにアシュレー川の岸、アルベマール・ポイントに上陸し、国王の栄誉を称えてチャールズタウン（現在のチャールストン）と名づけた開拓地を創った。5月23日にスリーブラザーズがチャールズタウン湾に到着したが、11-12名の乗員は水と物資を求めてセントキャサリーンズ島に上陸し、スペインと同盟しているインディアンの土地に迷い込んでしまっていた。セントキャサリーンズはスペイン領フロリダのグアレ植民地の首都であった。イングランドとバルバドスを出発した何百人もの人々の中で、3名のアフリカ人奴隷を含む148名だけが生きてチャールズタウンに辿り着くことができた。

## 人口の増加

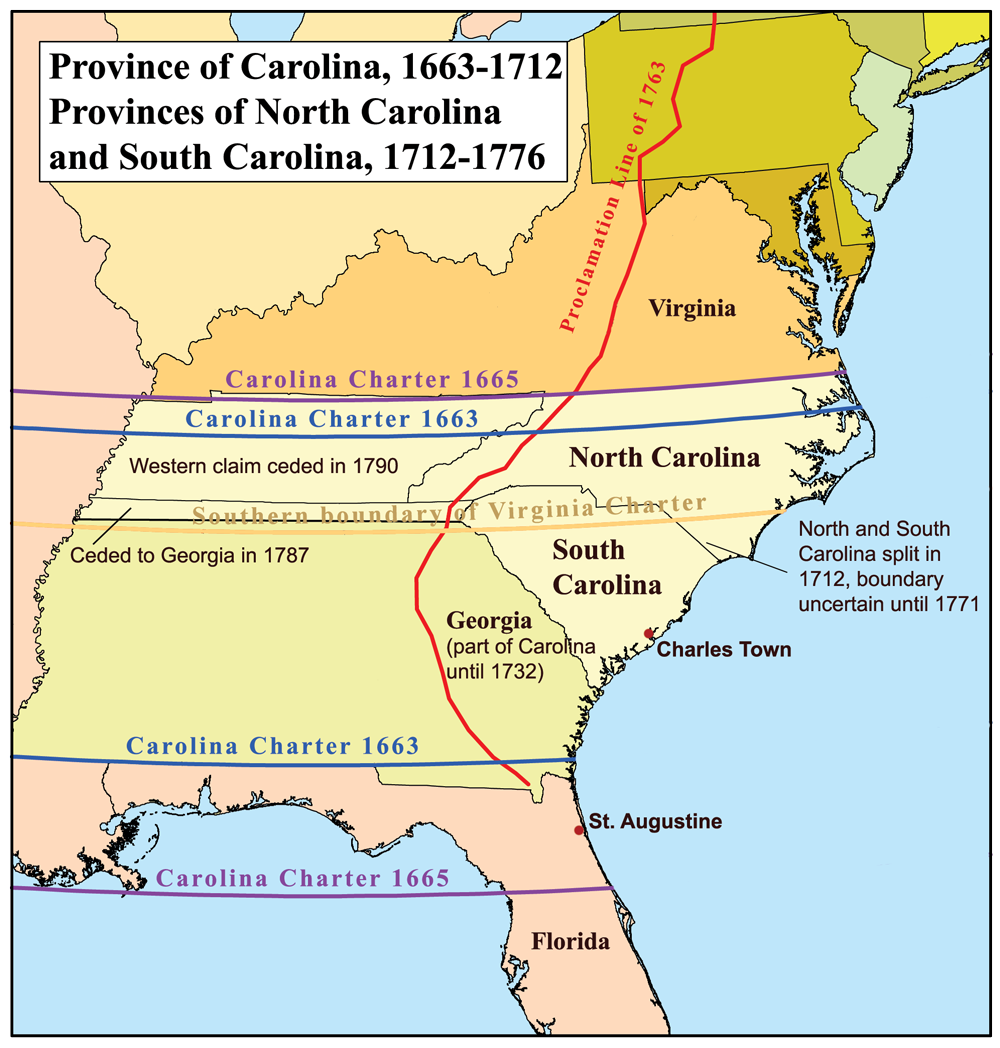
カロライナ植民地の地図

スペインがカロライナ沿岸の領有を主張していたので、新しい開拓者はスペインに対して、またその同盟インディアンに対して防御を固める準備を始めた。1670年8月、セントオーガスティンの住人がチャールズタウンを破壊するためにインディアンを送り込んだ。ヘンリー・ウッドワード博士が外交の旅から戻り、多くの部族にイギリスとの同盟を説いて取り付け、スペインに対する強力な防衛網を作り上げていた。到着したスペインとその同盟インディアンはこのことを知って、結局攻撃を諦め、セントオーガスティンに戻ってその町の防御を固めることになった。
1671年2月、バルバドスから開拓に加わるためにやって来た知事セイルが亡くなり、一時的にジョセフ・ウエストが知事となった。バルバドスの知事ジョン・イェーマンが1671年9月1日に500名のバルバドスの人々と共に到着し、ジョセフ・ウエストに代わって知事となった。まだ若い植民地の経済はインディアン奴隷の輸出に大きく頼っていた。ウエストー族は既に奴隷狩り目的の襲撃者となっており、捕まえて奴隷にされた人間を武器と交換したり、バージニアからの商品との交易をしたりしていた。数年に及ぶ紛争の後に、サウスカロライナとウエストー族との間に同盟が成立した。1675年から1680年の間、ウエストー族がスペインと同盟するグアラとモカマの部族を襲って捕まえた奴隷の貿易で利益が上がった。奴隷はチャールズタウンから船に乗せられ、西インド諸島の砂糖プランテーションに売られて働かされた。しかし、ウエストー族は、カロライナの開拓者が交易をしたいと望んでいた内陸部のチェロキー族、チカソー族および原始クリーク族とも戦った。1670年代の遅く、サバンナ地方に移住してきていたショーニー族の一団とサウスカロライナの間で新しい同盟が成立した。1679年にウエストー族との戦争が勃発し、ウエストー族の壊滅という結果になった。サバンナ地方とヤマシー族のインディアンが直ぐに奴隷狩りの役割を代わって引き継ぎ、サウスカロライナとの同盟を結んだ。カロライナ植民地初期の数十年は、金になる穀物栽培が大規模なものになるまで、インディアン奴隷の輸出が植民地経済の柱であり続けた。歴史家のアラン・ギャレイによれば、1670年から1715年まで、輸入される奴隷よりもチャールズタウンから輸出される奴隷の数が多かった。チャールズタウンから輸出されたインディアン奴隷の数は24,000名から51,000名の間と見積もられており、そのほとんどはスペイン領フロリダからのものであった。多くは西インド諸島に運ばれたが、バージニア、ニューヨーク、ペンシルベニア、ロードアイランドおよびマサチューセッツといった北部のイギリス領植民地で買われた者もいた。当時、アフリカから連れて来られた奴隷の価格はサウスカロライナのインディアン奴隷よりもかなり高かった。それでもカロライナの開拓者はインディアン奴隷よりもアフリカの奴隷を好んだ。その理由の一つはサウスカロライナを取り囲む多くのインディアン部族がみな力を持っており、それらの部族がフランスやスペインと同盟を結ぶことを回避する必要があったことによる。
同時にサウスカロライナは内部のチカソー族、クリーク族およびチェロキー族と同盟を結び、奴隷だけでなく鹿の毛皮、船舶向け松脂（まつやに）および米を交易していた。この金になる交易でカロライナは人口とともに繁栄を急速に増していった。しかし、サウスカロライナの初期の移民の多くは、バルバドスから来た者のために働く年季奉公労働者か奴隷であり、川を遡ってあるいは近くのシー諸島でプランテーション建設に働かされた。
1715年頃、サウスカロライナのヨーロッパとアフリカの人々の90%は、チャールズタウンから30マイル (48km) の範囲内に住んでいた。貿易には土地が要らず、また米の栽培は小さな土地からでも大きな収量が得られた。さらに、米の栽培は堤防と水路の工事を必要としたので、タバコなどの作物のように土地を疲弊させることがなかった。そのため、開拓された土地は比較的限られたものであり、チャールズタウン近くに密集していた。対照的にバージニアはチャールズタウンと比較できるような都市がなかった。バージニアが農業社会であったのに対し、サウスカロライナはより国際的であった。アフリカ系アメリカ人奴隷の数が非奴隷に対して10倍となっていたいくつかの地域では、所有する奴隷に囲まれた生活をしてイギリス人入植者はプランテーションでの労働に従事しなかった。ヨーロッパから来た者の中には農園主への反乱が引き起こされかねないと警告した者もいたが、バルバドスから来た者は奴隷をこのやり方で使ってバルバドスでは経済的繁栄を成し遂げていることを強調していた。
植民地領主や王室は、イギリス帝国では適法とされていたが奴隷制度には関与せず、カロライナから輸出される産品に関心があった。カロライナの米および1740年以降はインディゴが、イギリス帝国にとって特に貴重なものであった。米は、穀類がほとんど育たない西インド諸島の砂糖プランテーションを維持するために必要であった。カロライナの米がカリブ海の奴隷を養い、またニューイングランドのタラも同様だった。1730年代、イギリスはカロライナのプランテーションを保護するために他国との緩衝地帯を作る目的でジョージア植民地を設立した。ジョージアの海岸には、かつては守りの堅かったスペイン領植民地のグアラとモコマがあったが、奴隷狩り目的の襲撃とスペインの一部として戦った本格的な戦争で人口が激減していた。ジョージア植民地設立のとき、この地域にはほとんど人が居らず、抵抗することもできなかった。
1680年、アルベマール・ポイントについて過酷で守るのも難しいと決断を下す。何人かの開拓者が北のオイスター・ポイントに移動し始めた。細い首のような形状をした半島の先端にあるオイスター・ポイントは陸のどの方向から攻撃が来るかが分かりやすいために防御に適していた。港から来る敵は遠くから視認できた。1680年5月、植民地領主は知事と行政委員会にオイスター・ポイントに移るよう指示を出した。そこは半島でも低地にあったので、海岸の農園主は潮の干満のあるクリークを使ってチャールストン港まで商品を容易に運び出すことができた。
フランスのプロテスタント、ユグノーは1680年代に移民として来るようになった。1685年にフランスが非カトリック教徒に対する信教の自由をフォンテーヌブローの勅令で廃止したことがこの動きを加速させることになった。

## 植民地領主時代の終わり
植民地領主はサウスカロライナの開拓開始当初から評判が悪かった。特に資産を求めて植民地に移民して来た者は自治権も持ちたかったからである。これらの人々は統治の基礎としてカロライナの詳細で理想的な基本憲法に対して短く柔軟な王室の勅許を好んだ。さらに多くのイングランド国教会信徒は植民地領主が非国教徒に対して信教の自由を保障していることに不満だった。1719年11月、カロライナはジェイムズ・ムーアを知事に選び、イギリス国王に対する代表団を送って、カロライナを王の指名する総督が治める直轄植民地とすること、およびイギリス政府から直接植民地に支援と安全保障を求めることの請願を行った。国王はカロライナの輸出産品に興味があり、植民地領主では植民地を適切に守れないと考えていたので、植民地の請願に同意した。植民地領主時代の最後の知事となったロバート・ジョンソンが最初の総督になった。
一方、カロライナ植民地はゆっくりと2つに割れていた。最初の50年間はほとんどの開拓地がチャールストン周辺に集中していた。植民地の北部には水深の深い港がなかった。ノースカロライナで初期に開拓が進められた地域アルベマール開拓地はバージニアとの結びつきが強いバージニアの開拓者によって植民地化されていた。1712年、カロライナの北半分は独自の政府を持つことを認められ「ノースカロライナ」と称した。ノースカロライナ植民地は1729年まで植民地領主の支配の下に置かれた。
サウスカロライナは人口が多く商業的にもより重要であったので、多くのヨーロッパ人は、カロライナと呼ぶときは主にサウスカロライナのことを指し、ノースカロライナではなかった。アメリカ独立戦争の頃までに、サウスカロライナという呼び方が定着した。

## 辺境の開拓
ロバート・ジョンソン知事は、チャールズタウンの港湾から更に利益を得るためと、カロライナの人々に攻撃を掛けようという者との緩衝地帯を儲けるために、西部辺境の開拓を奨励した。カロライナの人々はヨーロッパのプロテスタントを惹きつけるために基金を準備した。ここに入植する者はその奴隷を含む一家の人数に応じた広さの土地を無償で提供された。共に入植した100家族毎に教区が設定され、植民地議会に2人の代表を送ることが認められた。10年以内に航行可能な川の流域に沿って8の郡区が形成された。ドイツ人、スコットランド人、アイルランド人およびウェールズ人によって造られたオレンジバーグやサクセ・ゴータ（後のケーシー）のような町を、チャールストンの住人はインディアンが襲ってきた場合の防衛線、あるいは奴隷が反乱を起こした場合の予備軍と考えていた。
1750年までにピードモント地区は大幌馬車道路を使って南下した辺境開拓者の家族で埋まっていった。奥地のカルヴァン主義を信条とする農夫と、低地のイギリス国教会信徒で特権階級的なプランテーション経営者との間の考え方の違いは、2つの地域の間に不信と敵意を生んだ。アメリカ独立戦争のときまでに、奥地にはサウスカロライナの白人人口の半分近く、2万人から3万人が住み、ほとんどが非国教徒であった。最初の憲法の約束事にも拘らず、イギリス国教会信徒のプランテーション経営者達は独自の道を歩み、イギリス国教会をサウスカロライナの公式教会とした。

## 領土の獲得
フランシス・ニコルソン総督は贈り物でチェロキー族との融和を図っていたが、チェロキー族は植民地政府との取り決めに不満を抱くようになった。アレクサンダー・カミング卿が1730年にチェロキー族と交渉して開拓のための土地に手がかりを付けていた。ジェイムズ・グレン知事がクリーク族とチェロキー族の間の和平を取持ったために、チェロキー族はその報酬として数千エーカーの土地をサウスカロライナのために認めていた。サウスカロライナは基地と交易の中心地としてキュウィー川近くにプリンスジョージ砦を建設した。2年後、チェロキー族で重きを成す酋長オールドホップがグレンとの間に、チャールズタウンとインディアンのキュウィー集落の中間にあるサルダ・オールドタウンで条約を結び、現在では10個の郡に相当する96の地区をカロライナに譲渡した。
1760年1月19日までに、チェロキー族はイギリス人が約束を破ったことに怒って開拓者との間の緊張が高まり、徐々に開拓者の土地を奪い奥地の白人開拓者を襲うようになった。チェロキー戦争と呼ばれる紛争である。サウスカロライナのウィリアム・ヘンリー・リトルトン知事は1,100名の軍隊を招集し、低地の集落に進軍して直ちに和平条約をまとめた。和平条約の条件の1つとして、29名のチェロキー族酋長をプリンスジョージ砦に人質として収監した。リトルトンはチャールズタウンに戻ったがチェロキー族の怒りは収まらず、開拓者への襲撃を続けた。1760年2月、チェロキー族は人質の解放を目指して、プリンスジョージ砦そのものを攻撃した。この戦闘で砦の指揮官が戦死した。その後任指揮官は直ちに人質の処刑を命じ、攻撃部隊を追い払った。リトルトン知事は反乱を持て余し、カナダの軍政府長官ジェフリー・アマーストに支援を依頼し、アマーストはアーチボルド・モンゴメリーに1,200名のイギリス軍正規兵とスコットランド高地連隊を付けて派遣した。モンゴメリー部隊はチェロキー族が放棄した低地集落の幾つかを焼き、チェロキー・ミドルタウン地区に進撃した。モンゴメリー部隊は「エトコーパス」で急襲されて敗北し、チャールズタウンへの撤退を余儀なくされた。1761年、チェロキー族討伐の3回目の試みがなされた。ジェイムズ・グラント将軍が2,600名の兵士を率いて進発した。これにはカトーバ族インディアンも斥候として従軍した。チェロキー族は再びエトコーパスで戦ったが今回はグラント部隊を止められなかったので、グラント部隊はミドルタウン地区の集落と畑の穀物を焼き払った。
1761年9月、アタクラクラに先導されたチェロキー族の酋長達が和平を求めてきた。和平の条件は低地集落を含みチェロキー族領土の東部の大半を割譲することだった。そこに住むチェロキー族は留まることを許されず、ミドルタウンかさらに奥地へ移住することになった。
チェロキー族の敗北と東部の領土が割譲されたことで、現在ではランカスター郡と呼ばれるワックスホーを通って奥地に新しい開拓者が雪崩れ込んだ。すぐに無法状態となり、盗難、放火および略奪が日常のことになった。奥地の住人は自警団である「レギュレーターズ」を組織し、自分達の土地に法を持ち込むことにした。奥地の住人には植民地白人の50%が居り、パトリック・カルフーンや他の代表をチャールズタウンの議会に送り、裁判所、道路、教会や学校の必要性を訴えた。間もなくカルフーンとモーゼス・カークランドが奥地選出の植民地議会議員となった。
1775年までにこの植民地には6万人のヨーロッパ系アメリカ人と8万人のアフリカ系アメリカ人が住んでいた。他の植民地では、低地カロライナが享受する富に匹敵するものがなかった。インディアン、フランスおよびスペインとの打ち続く戦乱は、平均的な植民地人の軍事的な能力に関する感覚を強め、独立を志向することになった。
サウスカロライナ植民地の最後の総督はウィリアム・キャンベル卿であった。